# Địa hình học

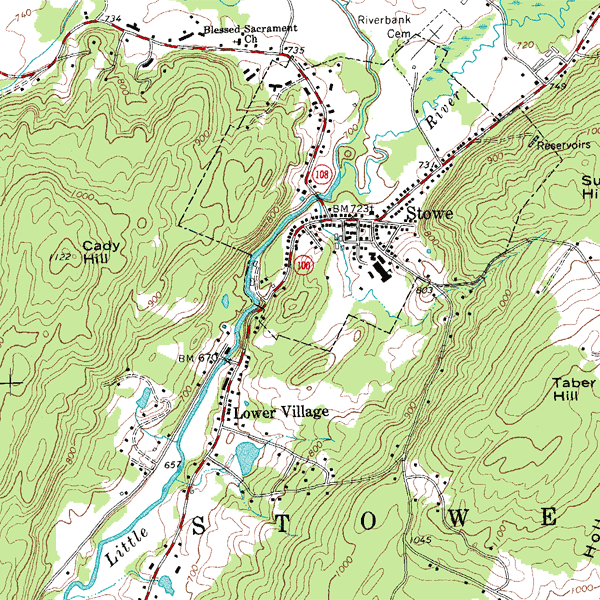
Bản đồ địa hình với đường đồng mức

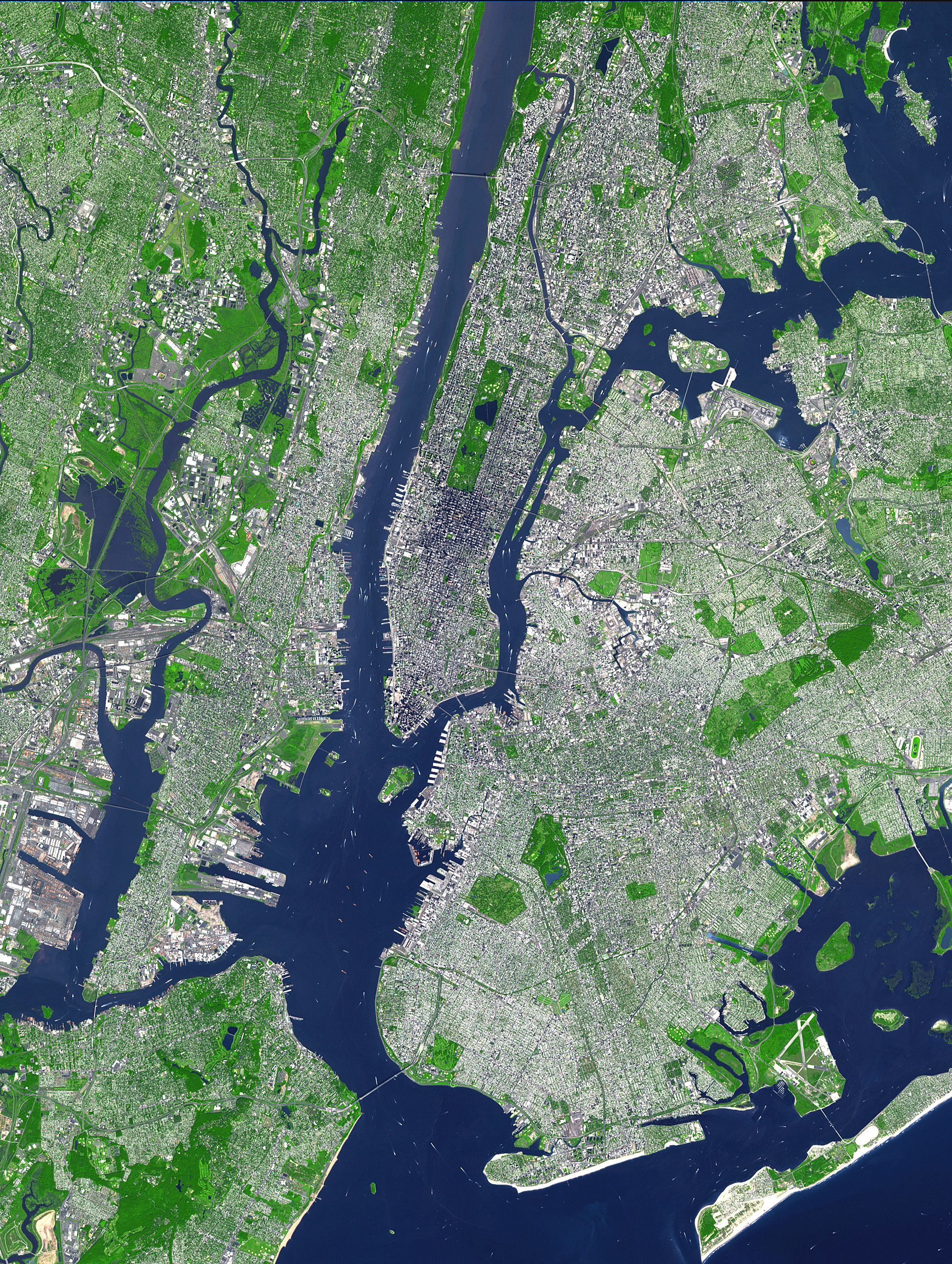
Hình ảnh vệ tinh biểu thị độ cao của trung tâm đô thị của vùng đô thị New York, với đảo Manhattan ở trung tâm.

Địa hình học là nghiên cứu về hình dáng và đặc điểm của bề mặt của Trái Đất và các thiên thể có thể quan sát khác bao gồm các hành tinh, mặt trăng và tiểu hành tinh. Địa hình học của một khu vực có thể đề cập đến các hình dạng và đặc điểm bề mặt của khu vực đó, hoặc sự miêu tả khu vực đó (đặc biệt là thuật họa bản đồ).
Lĩnh vực khoa học Trái Đất và khoa học hành tinh này liên quan đến các chi tiết địa phương nói chung, không chỉ bao gồm biểu thị địa hình mà cả các đặc điểm tự nhiên và nhân tạo, và kể cả lịch sử và văn hóa địa phương.
Địa hình học trong hiểu theo nghĩa hẹp bao gồm ghi chép địa hình, đặc điểm ba chiều của bề mặt, và xác định địa mạo cụ thể. Nó cũng được biết đến là hình thái địa chất. Trong sử dụng hiện đại, nó liên quan đến việc tạo ra những dữ liệu độ cao theo dạng số (DEM). Người ta thường coi nó bao gồm sự biểu diễn đồ họa của địa mạo trên bản đồ bằng các kỹ thuật, bao gồm đường đồng mức, biểu thị địa hình bằng màu sắc và biểu thị địa hình bằng màu đậm nhạt.

## Mục đích
Mục đích của địa hình học là xác định vị trí của bất cứ đặc điểm nào hoặc thông thường hơn là bất cứ điểm nào theo một hệ tọa độ ngang như là vĩ độ, kinh độ, và cao độ. Xác định (đặt tên) đặc điểm, và nhận biết những đặc điểm địa mạo điển hình cũng là một phần của lĩnh vực này.
Một nghiên cứu địa hình có thể được tiến hành với nhiều lý do: quy hoạch quân sự và thăm dò địa chất là các động lực cơ bản để tiến hành khảo sát, thông tin chi tiết về địa hình và đặc điểm bề mặt cũng quan trọng đối với hoạch định và xây dựng của bất cứ kỹ thuật xây dựng dân dụng, công trình công cộng lớn nào hoặc các dự án cải tạo.

## Kỹ thuật địa hình học
Có một số phương pháp nghiên cứu địa hình học. Việc nên sử dụng phương pháp nào phụ thuộc vào phạm vi và kích thước khu vực nghiên cứu, và chất lượng của những khảo sát đã có trước đó.

### Khảo sát trực tiếp

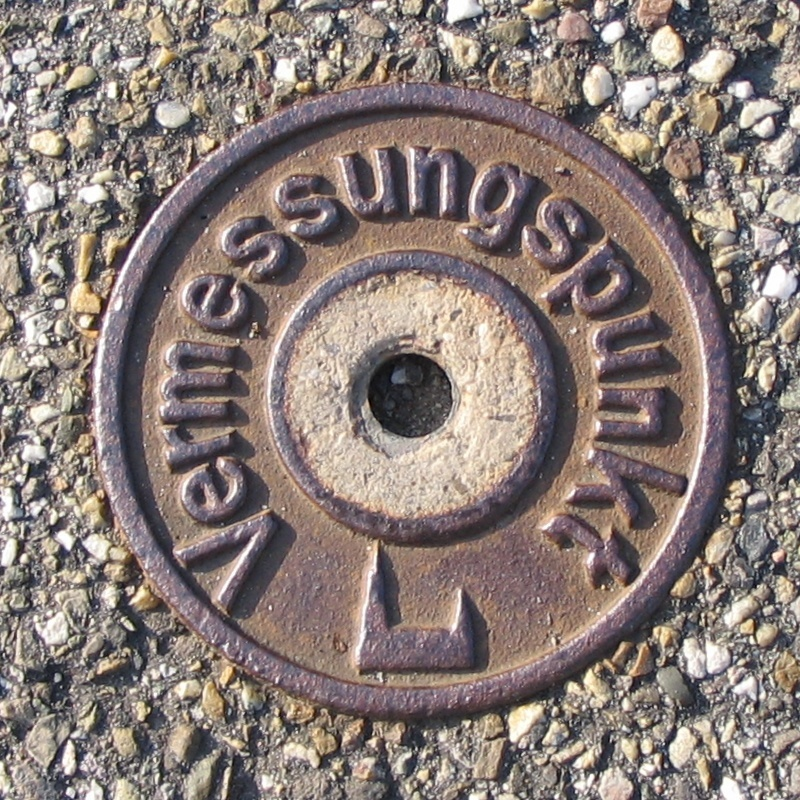
Một địa điểm khảo sát ở Đức

Khảo sát giúp xác định chính xác vị trí trên mặt đất hoặc trong không gian ba chiều của các điểm và khoảng cách và góc giữa chúng bằng cách sử dụng máy đo cao trình như là máy kinh vĩ, máy thủy chuẩn và máy đo độ nghiêng.
Nghiên cứu về một trong những bản đồ địa hình đầu tiên được bắt đầu ở Pháp bởi Giovanni Domenico Cassini, nhà thiên văn học vĩ đại người Ý.

### Viễn thám
Viễn thám là một thuật ngữ chung về thu thập dữ liệu địa chất ở xa khu vực nghiên cứu.

#### Phương pháp cảm biếm thụ động
Ngoài chức năng của nó trong phép quang trắc, chụp ảnh vệ tinh và trên không có thể được sử dụng để xác định và phác họa các đặc điểm địa hình và nói chung hơn là các đặc điểm bao phủ mặt đất. Chắc chắn rằng nó càng ngày càng trở thành một phần của hình tượng hóa địa lý, mặc dù đã có bản đồ hoặc hệ thống GIS. Chụp ảnh quang phổ màu giả hoặc không nhìn thấy được cũng có thể giúp xác định cục diện của mặt đất bằng cách phác họa hệ thực vật và các thông tin khác về việc sử dụng đất một cách rõ ràng hơn. Hình ảnh cũng có thể có màu sắc nhìn thấy được trong các quang phổ khác.

#### Phép quang trắc
Phép quang trắc là một kỹ thuật đo đạc trong đó tọa độ của các điểm trong không gian ba chiều của một vật được xác định bằng các phép đo thực hiện trong hai (hoặc nhiều hơn) hình ảnh nhiếp ảnh được chụp từ các vị trí khác nhau, thường từ các vị trí của một máy bay chụp ảnh trên không. Trong kỹ thuật này, những điểm chung được xác định trong mỗi ảnh. Một quang tuyến có thể được tạo ra từ vị trí máy ảnh đến vật. Giao điểm của các quang tuyến (phép đạc tam giác) là thứ xác định vị trí ba chiều tương đối của điểm. Những điểm đã biết có thể được sử dụng để đưa ra giá trị chắc chắn cho các điểm tương đối. Thuật toán phức tạp hơn có thể thu được các thông tin khác về địa điểm một cách tiên nghiệm (ví dụ, tính đối xứng trong một số trường hợp có thể giúp xây dựng lại tọa độ ba chiều bắt đầu từ chỉ một điểm trên máy ảnh).

#### Phương pháp cảm biến chủ động
Vẽ bản đồ bằng ra đa vệ tinh là một trong những phương pháp chính của Mô hình số độ cao. Các phương pháp tương tự được áp dụng trong khảo sát phép đo sâu bằng cách sử dụng sonar để xác định địa hình của đáy đại dương. Trong các năm gần đây, LIDAR (LIght Detection And Ranging trong tiếng Anh), một kỹ thuật viễn thám sử dụng laser thay cho sóng radio, đã được sử dụng nhiều hơn trong việc vẽ bản đồ phức tạp ví dụ như giám sát sông băng.

## Các dạng dữ liệu địa hình
Địa hình thường được mô hình bằng cách sử dụng véc tơ (lưới tam giác bất chính quy hay TIN) hoặc mô hình toán học chia lưới (đồ họa raster). Trong hầu hết các ứng dụng trong khoa học môi trường, bề mặt mặt đất được thể hiện và mô hình bằng mô hình chia lưới. Trong kỹ thuật xây dựng dân dụng và kinh doanh giải trí, hầu hết việc biểu diễn bề mặt mặt đất sử dụng một số biến thể của mô hình TIN. Trong địa thống kê, bề mặt mặt đất thường được mô hình làm một sự kết hợp của hai tín hiệu – tín hiệu bằng phẳng (tương quan không gian) và tín hiệu gồ ghề (nhiễu).

### Dữ liệu khảo sát thô
Thông tin khảo sát địa hình trong quá khứ dựa vào ghi chép của những khảo sát viên. Họ có thể suy ra thông tin tên gọi và văn hóa từ các nguồn địa phương khác (ví dụ, phác họa điểm biên có thể được suy ra từ vẽ bản đồ địa chính địa phương). Trong khi nói về lịch sử, những ghi chép thực địa này bao gồm sai sót và mâu thuẫn mà các bước sản xuất bản đồ sau đó sẽ giải quyết.

### Mô hình độ cao số

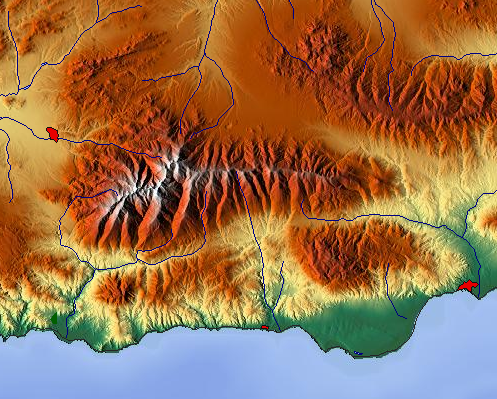
Bản đồ địa hình: dãy núi Sierra Nevada, Tây Ban Nha

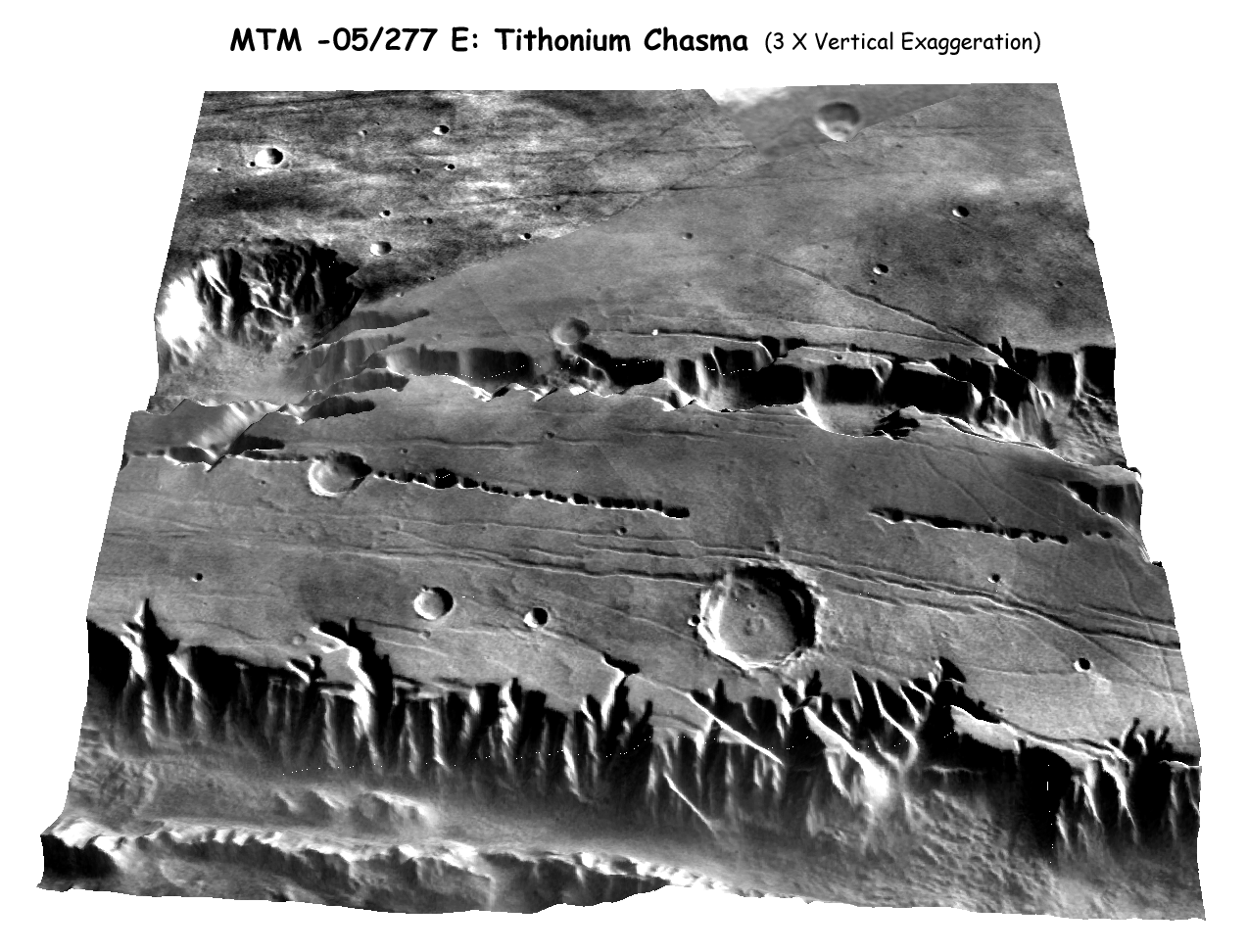
Biểu diễn 3D của DEM sử dụng cho Địa hình học sao Hỏa

Mô hình độ cao số (DEM) là một bộ dữ liệu số dựa trên raster của địa hình học (phép đo độ cao và/hoặc phép đo sâu) về tất cả mọi vùng của Trái Đất (hoặc một hành tinh kiểu Trái Đất). Mỗi điểm ảnh của bộ dữ liệu đều được gắn với một giá trị độ cao, và phần đầu của bộ dữ liệu định nghĩa khu vực bao phủ - đơn vị mỗi điểm ảnh bao phủ - và đơn vị độ cao (và điểm-không). DEM có thể được tạo ra từ bản đồ giấy và dữ liệu khảo sát, hoặc chúng có thể được tạo ra từ dữ liệu vệ tinh hoặc radar hoặc sonar.

### Mô hình tô pô
Hệ thống Thông tin Địa lý (GIS) có thể nhận ra và phân tích các mối quan hệ không gian tồn tại trong dữ liệu không gian lưu trữ số. Những quan hệ tô pô này cho phép thực hiện mô hình và phân tích không gian phức tạp. Các quan hệ tô pô này giữa thực thể hình ảnh truyền thống bao gồm sự kế liền (cái này tiếp giáp cái kia), sự giam (cái này chứa cái kia), và trạng thái gần (mức độ cái này gần cái kia).
- tái tạo hình ảnh tổng hợp của mặt đất,
- xác định quỹ đạo bay trên mặt đất,
- tính toán bề mặt hoặc thể tích,
- theo dõi địa hình,